# Theodor Hagen (pintor)

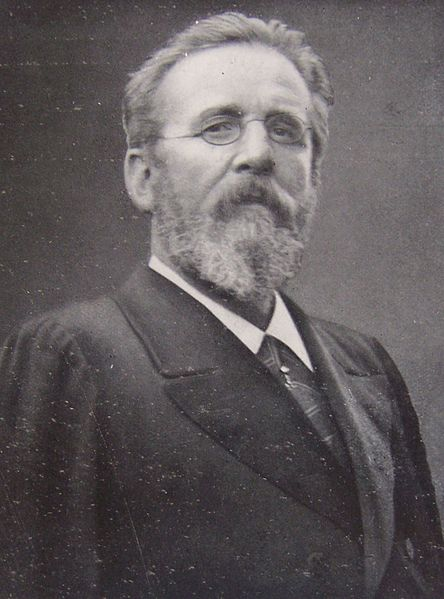
Theodor Hagen en 1911

Theodor Joseph Hagen (nacido el 24 de mayo de 1842 en Düsseldorf; † 12 de febrero de 1919 en Weimar) fue un paisajista alemán.

## Vida

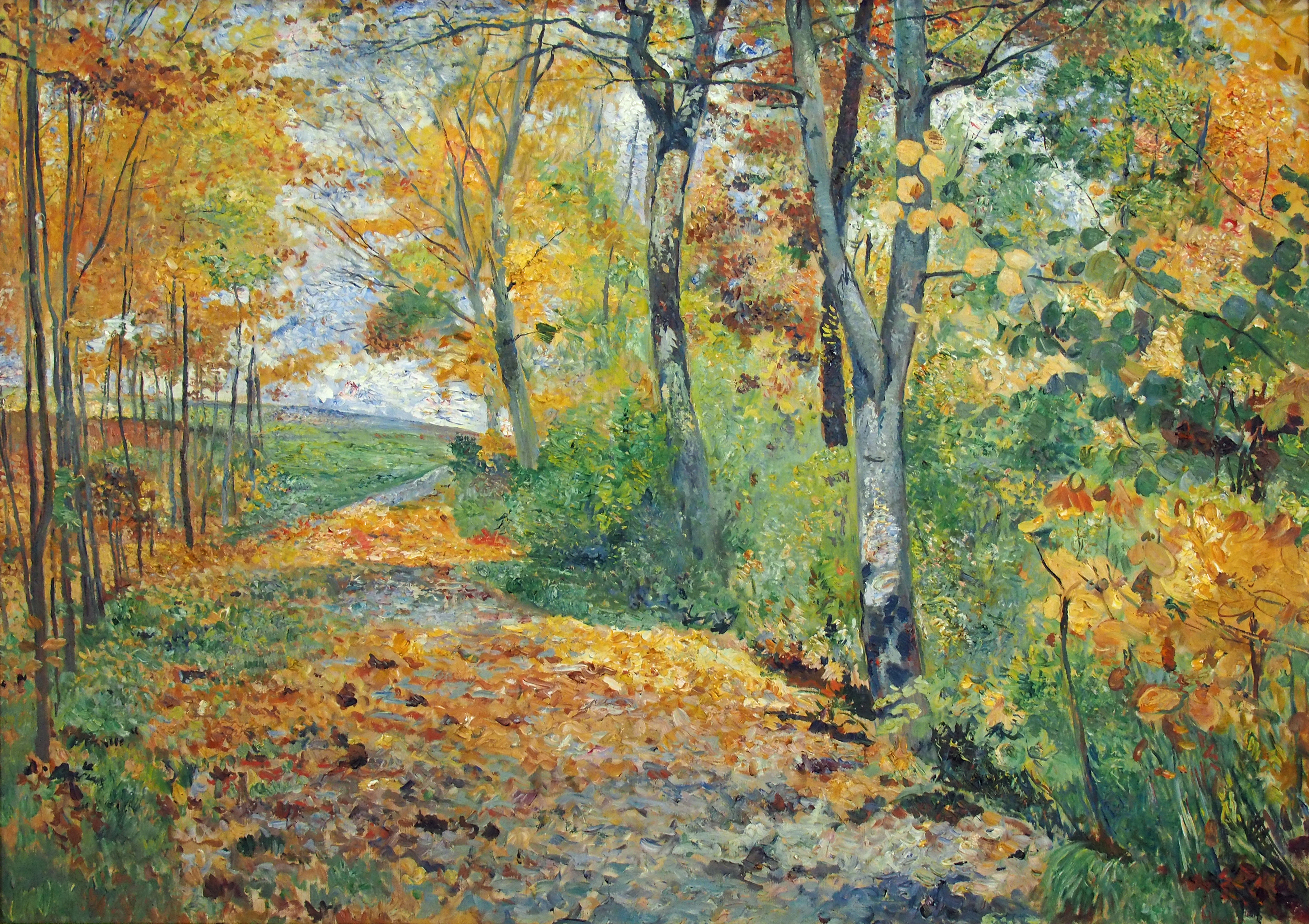
Hagen Herbstlicher Wald - Weimar Schlossmuseum

Hagen provenía de una familia de comerciantes renanos establecida en Renania desde hacía mucho tiempo. De 1858 a 1868 estudió en la Academia de Arte de Düsseldorf. Excepto Oswald Achenbach, a cuyas clases de paisajista asistió desde 1862 hasta 1868, Josef Wintergerst Andreas y Karl Müller, Ludwig Heitland, Heinrich Mücke, Rudolf Wiegmann y Carl Irmer fueron sus maestros. En 1871 fue llamado a la Escuela de Arte Gran Ducal Sajona en Weimar para hacerse cargo de la clase de pintura de paisajes como sucesor de Max Schmidt. En 1874, Hagen recibió un contrato permanente como primer maestro en la escuela de arte de Weimar. De 1876 a 1881 fue director de esta escuela de arte, pero abandonó este cargo administrativo para poder dedicarse por completo a la pintura y a la enseñanza del arte. Su alumno más importante fue Christian Rohlfs. También fueron conocidos sus alumnos de maestría Karl Buchholz, Franz Bunke, Rudolf Höckner, Franz Hoffmann-Fallersleben, otros alumnos destacados fueron Paul Baum, Alfred Böhm, Paul Eduard Crodel, Hans Peter Feddersen, Joseph Rummelspacher, Carl Malchin, Peter Paul Draewing y Alfred Heinsohn.

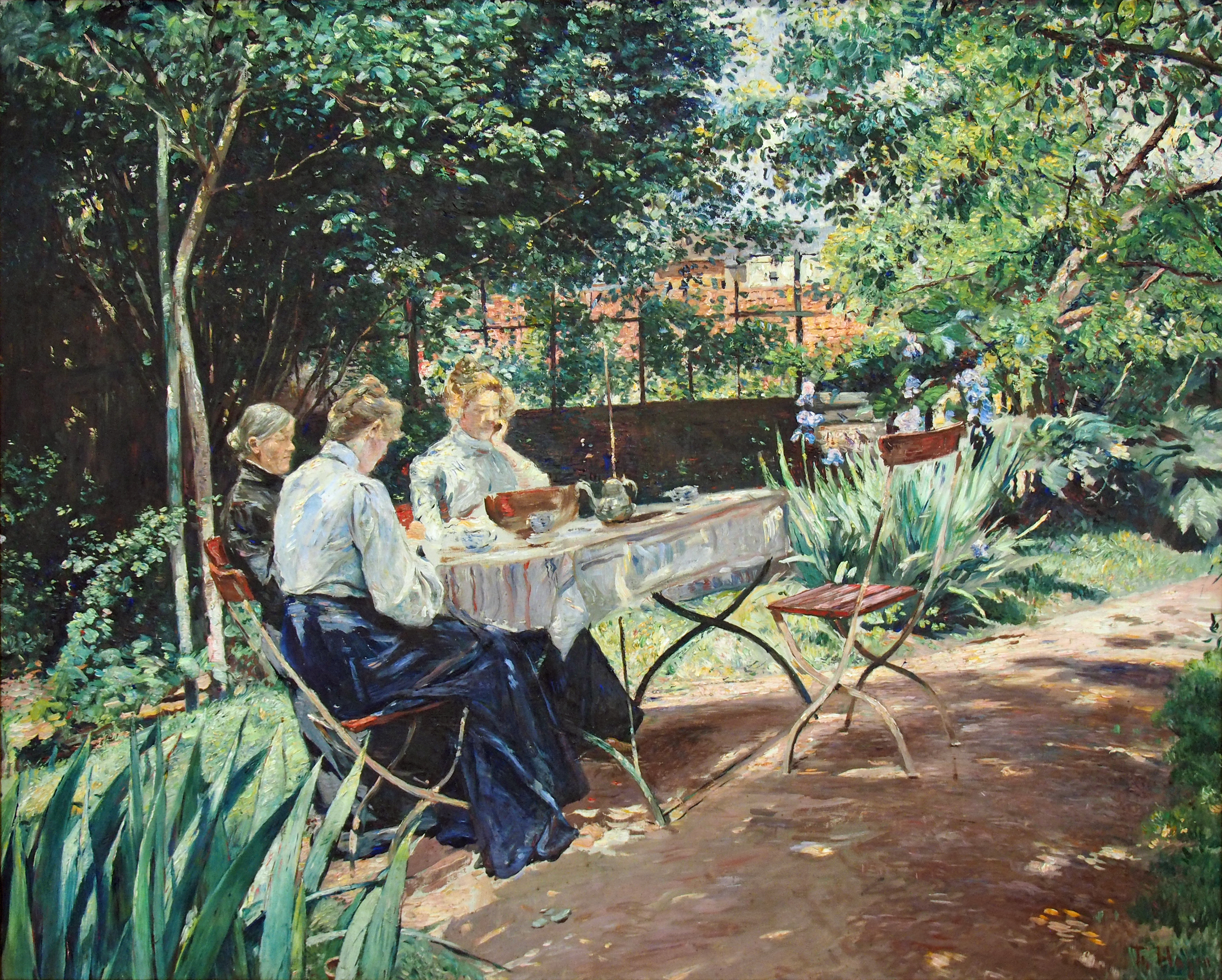
La familia del artista (1906)

Hagen es considerado como un representante que define el estilo de las escuelas de pintura de Düsseldorf y Weimar y como uno de los fundadores del impresionismo alemán. Después de explorar diferentes estilos en sus inicios, descubrió el realismo francés y la pintura francesa al aire libre de la escuela de Barbizon. Hagen a menudo realizaba excursiones al aire libre y pintaba paisajes con un estado de ánimo simple. A través de su amistad con Alfred Lichtwark, desde 1886 primer director de la Hamburger Kunsthalle, llegó a la ciudad hanseática, donde realizó una serie de cuadros portuarios.
Sobre todo, el pintor participó en numerosas exposiciones colectivas, incluidas las de la Academia de Berlín, la Asociación de Artistas Alemanes en Weimar y el Palacio de Cristal de Múnich. Desde 1893 fue miembro de la Secesión de Múnich, desde 1902 de la Secesión de Berlín, y después de 1903 también miembro de la Asociación Alemana de Artistas. 
Las obras de Theodor Hagen se pueden encontrar hoy en colecciones de arte públicas y privadas en Berlín, Hamburgo, Dresde, Magdeburgo, Düsseldorf, Múnich, Stuttgart y Weimar, entre otras.

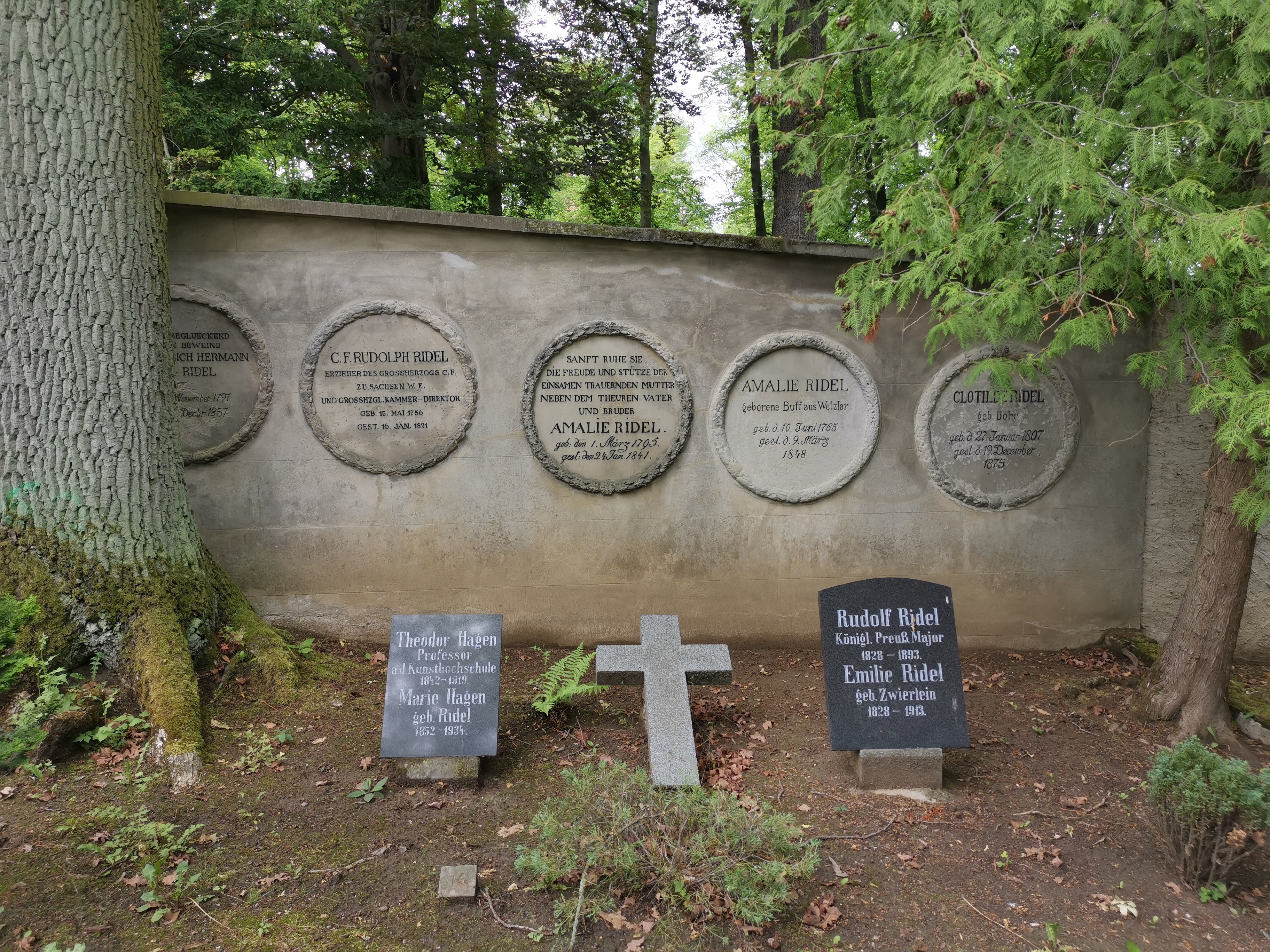
Tumba en el cementerio histórico de Weimar

En Weimar, la Theodor-Hagen-Weg lleva su nombre. La casa familiar en la Trierer Strasse 36 de hoy es un monumento designado de la ciudad de Weimar. Está enterrado en el cementerio histórico de Weimar.
Una exposición especial por el 100 aniversario de la muerte de Theodor Hagen muestra obras seleccionadas de estudiantes, profesores y maestros de la escuela de pintura de Weimar bajo el título "Cronistas del paisaje" en el museo de arte en el molino de agua de Schwaan. 

## Obras (selección)

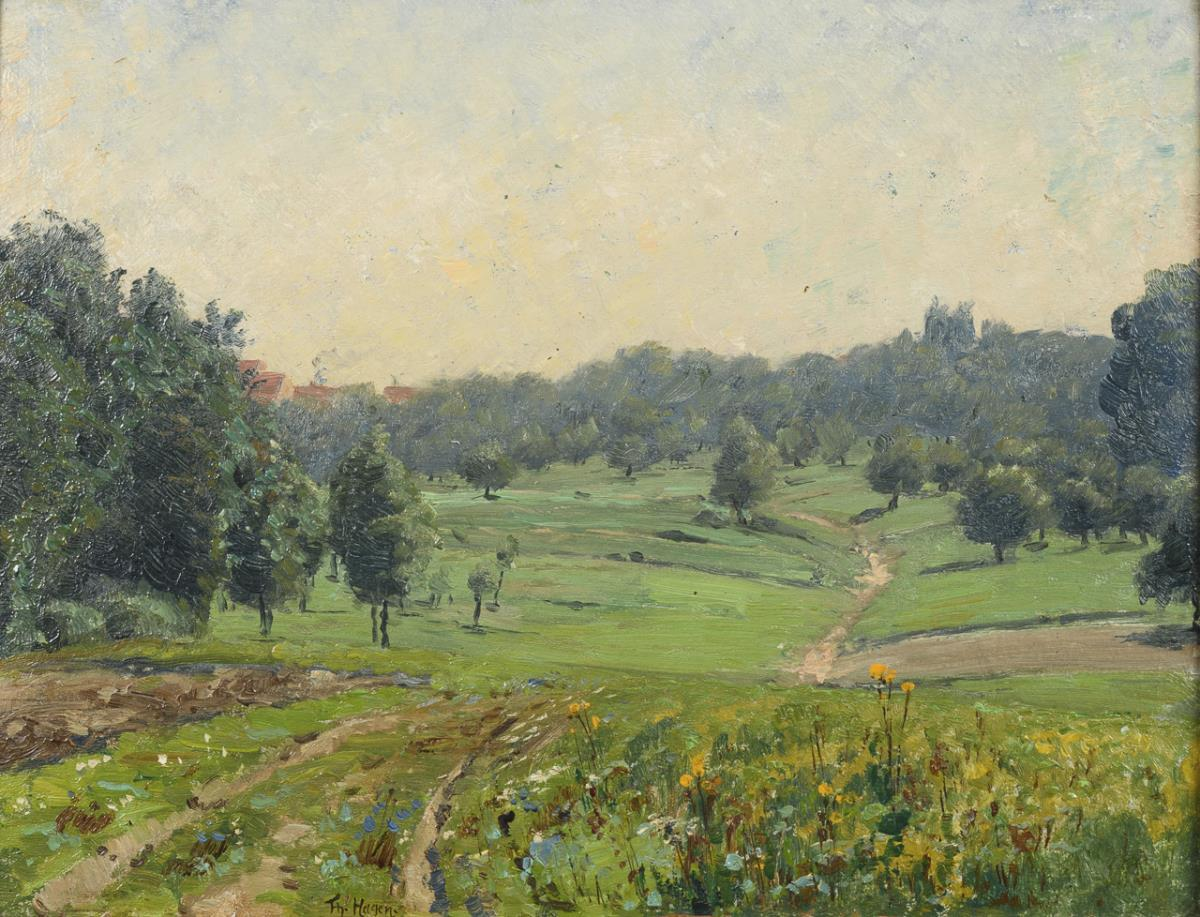
Theodor Hagen Am Schanzengraben
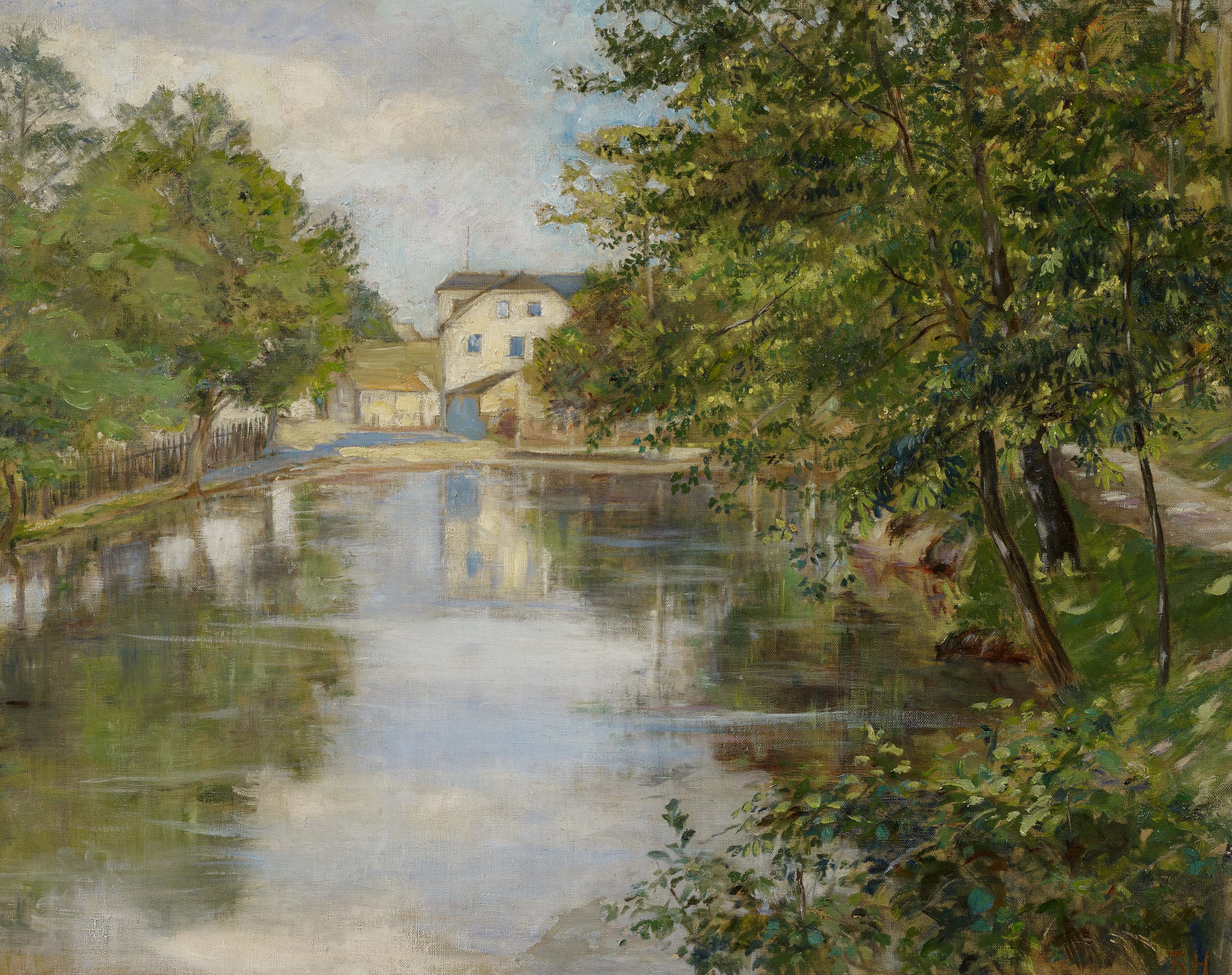
Theodor Hagen Sommerlicher Kanal in Blankenhain
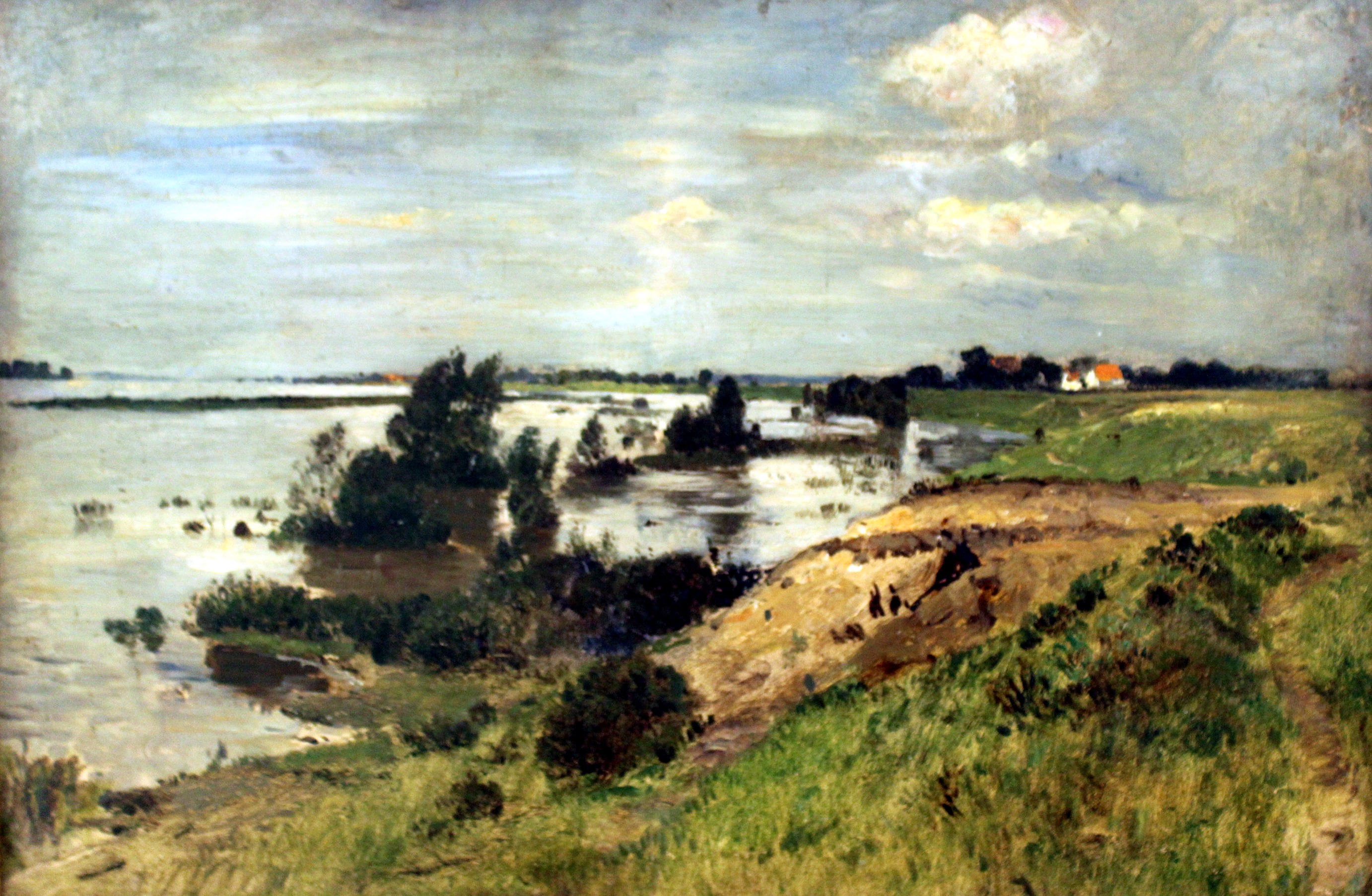
Weimar, Schlossmuseum, Theodor Hagen, Ufer am Niederrhein